# Désiré Doué
Pour les articles homonymes, voir Doué.
Désiré Doué, né le 3 juin 2005 à Angers (Maine-et-Loire), est un footballeur international français qui évolue au poste de milieu offensif ou d’ailier au Paris Saint-Germain.
Formé au Stade rennais FC, Désiré Doué y débute au niveau professionnel en 2022, à 17 ans. Durant deux saisons, il découvre la Ligue 1 et la Ligue Europa. Après deux premières saisons pleines, il décide de rejoindre le Paris Saint-Germain, s'y impose dès les premiers mois et remporte, à 19 ans, le doublé Coupe/Championnat et surtout la Ligue des champions 2025 remportée contre l'Inter Milan cinq buts à zéro, lors de laquelle il est nommé joueur du match, avec notamment deux buts inscrits et une passe décisive délivrée.
Après avoir été médaillé d'argent aux Jeux olympiques de Paris 2024, Désiré Doué est sélectionné en équipe de France A à partir de 2025.

## Biographie

### Formation au Stade rennais FC
Désiré Doué naît d'un père ivoirien et d'une mère française à Angers, dans le Maine-et-Loire,. Il commence à jouer au football dès l'âge de six ans, obtenant sa première licence au Stade rennais FC, où il effectue toute sa formation, tout comme son grand frère Guéla qui est aussi formé au club breton. Ils signent tous deux leur premier contrat professionnel dans leur club formateur à quelques mois d'intervalle. Ils y fréquentent notamment leur cousin Yann Gboho,. Il est le neveu de Désiré Doué Nomandiez, arbitre international ivoirien.
Il est sur la feuille de match à plusieurs reprises dans le groupe professionnel en février 2022 sous l'égide de Bruno Genesio. Le 14 avril 2022, Désiré Doué signe son premier contrat professionnel avec le Stade rennais FC,,.
Pleinement intégré à l'effectif professionnel lors des matchs de pré-saison à l'été 2022,, il fait ses débuts en équipe première le 7 août 2022, lors d'un match de Ligue 1 contre le FC Lorient : entrant en jeu à la place de Flavien Tait alors que son équipe est menée un à zéro, il s'illustre d'emblée par son apport offensif, sans toutefois permettre aux siens d'éviter la défaite dans ce derby breton,.
Le 31 août 2022, il marque son premier but en professionnel face au Stade brestois 29 pour une victoire 3-1. Lors de son deuxième match dans une coupe européenne, la Ligue Europa, il marque son premier but, celui de la victoire (2-1) face au Dynamo Kiev à la 89e minute et devient le plus jeune buteur français lors d'un match de coupe d'Europe,. Le 2 novembre 2022, après un bon début de saison, il prolonge d'une année son contrat avec son club formateur, puis d’une autre à l'été 2023,.

### Départ au Paris Saint-Germain
Le 17 août 2024, Désiré Doué quitte son club formateur du Stade rennais FC et rejoint pour cinq ans le Paris Saint-Germain contre une indemnité de 50 millions d'euros (hors bonus),,. Le 10 décembre 2024, il marque son premier but à l'occasion de la victoire trois buts à zéro lors de la 6e journée de phase de ligue en Ligue des champions contre le RB Salzburg. Il remporte le Trophée UNFP du meilleur joueur de Ligue 1 au mois de mars 2025.
Le 31 mai 2025, le club de la capitale remporte la finale de la Ligue des champions contre l’Inter de Milan sur le score large de cinq buts à zéro. Désiré Doué est l’auteur de deux buts et d’une passe décisive. Sa performance est saluée par la presse nationale comme étrangère et lui vaut l’attribution de la note rarissime de 10 sur 10 par le journal L'Équipe, qui ne l'avait donné qu’à 18 joueurs auparavant. Il est le premier joueur d'un match de Ligue des champions gratifié de la note maximale depuis Lucas Moura en 2019, et le premier joueur d'une finale à être récompensé ainsi . Le lendemain, il est élu Jeune Joueur de la saison de la Ligue des champions 2024-2025 par l'Union des associations européennes de football (UEFA),,.

### Carrière en équipe nationale

#### Sélections jeunes et espoirs
Désiré Doué est international français en équipe de jeunes. En avril 2022, il est sélectionné avec l'équipe de France des moins de 17 ans pour l'Euro 2022 organisé en Israël. S'illustrant par un doublé dès le premier match contre la Pologne, il s'impose comme un titulaire lors de cette compétition continentale. La France se qualifie pour la finale après une séance de tirs au but face au Portugal, à la suite d'un score nul deux partout à la fin du temps réglementaire,,. Le 1er juin 2022, avec une victoire deux buts à un contre les Pays-Bas, Désiré Doué et l'équipe de France remportent la compétition.
Sa sélection en équipe de France des moins de 20 ans est envisagée pour la Coupe du monde 2023 mais le Stade rennais FC refuse de le laisser partir.
Le 5 octobre 2023, il est appelé pour la première fois en équipe de France espoirs par Thierry Henry. Le 13 octobre 2023, Désiré Doué dispute son premier match avec les Bleuets en remplaçant Elye Wahi à la 77e minute. Lors de ce match remporté deux buts à un contre la Bosnie, il est expulsé à la 96e minute après avoir reçu un deuxième carton jaune. Le 23 mars 2024, il marque un doublé contre la Cote d'Ivoire qui offre la victoire aux Bleuets  trois buts à deux.
Le 3 juin 2024, Thierry Henry le sélectionne dans une pré-liste de 25 joueurs pour disputer les Jeux olympiques 2024 à Paris avant de le convoquer dans la liste définitive des 18  joueurs le 8 juillet. Le 30 juillet, Doué s'offre son premier but lors du dernier match de poules opposant la France à la Nouvelle-Zélande. Remplaçant au coup d'envoi, il entre en jeu à la 75e minute de la finale, que la France perd en prolongations face à l'Espagne cinq buts à trois, le 9 août au Parc des Princes. Les Français remportent la médaille d'argent.

#### Équipe de France A
Le 13 mars 2025, Didier Deschamps le sélectionne dans la liste de 24 joueurs présents pour affronter la Croatie. Première convocation avec l'équipe première pour le Français alors âgé de 19 ans. il joue son premier match en entrant en jeu lors de la victoire au match retour au stade de France.
En mai 2025, il fait partie du groupe de 25 joueurs convoqués pour participer à la phase finale de Ligue des nations. Il joue les deux matchs et la France termine troisième.

## Style de jeu
Désiré Doué joue au poste de milieu offensif ou ailier. Le dribble constitue une part prépondérante de son expression technique.

## Statistiques

### En club
| Saison                | Club                  | Championnat           | Championnat | Championnat | Championnat | Coupe(s) nationale(s) | Coupe(s) nationale(s) | Coupe(s) nationale(s) | Supercoupe | Supercoupe | Supercoupe | Compétition(s) continentale(s) | Compétition(s) continentale(s) | Compétition(s) continentale(s) | Compétition(s) continentale(s) | Autres compétitions | Autres compétitions | Autres compétitions | Autres compétitions | Total | Total | Total |
| Saison                | Club                  | Division              | M.          | B.          | P.d.        | M.                    | B.                    | P.d.                  | M.         | B.         | P.d.       | Comp.                          | M.                             | B.                             | P.d.                           | Comp.               | M.                  | B.                  | P.d.                | M.    | B.    | P.d.  |
| 2022-2023             | Stade rennais FC      | Ligue 1               | 26          | 3           | 1           | 1                     | 0                     | 0                     | -          | -          | -          | C3                             | 7                              | 1                              | 0                              | -                   | -                   | -                   | -                   | 34    | 4     | 1     |
| 2023-2024             | Stade rennais FC      | Ligue 1               | 31          | 4           | 3           | 5                     | 0                     | 1                     | -          | -          | -          | C3                             | 6                              | 0                              | 0                              | -                   | -                   | -                   | -                   | 42    | 4     | 4     |
| Sous-total            | Sous-total            | Sous-total            | 57          | 7           | 4           | 6                     | 0                     | 1                     | -          | -          | -          | -                              | 13                             | 1                              | 0                              | -                   | -                   | -                   | -                   | 76    | 8     | 5     |
| 2024-2025             | Paris Saint-Germain   | Ligue 1               | 31          | 6           | 6           | 6                     | 4                     | 4                     | 1          | 0          | 0          | C1                             | 16                             | 5                              | 4                              | CM                  | 7                   | 1                   | 0                   | 61    | 16    | 14    |
| 2025-2026             | Paris Saint-Germain   | Ligue 1               | 1           | 0           | 0           | -                     | -                     | -                     | -          | -          | -          | C1                             | -                              | -                              | -                              | SC                  | 1                   | 0                   | 0                   | 2     | 0     | 0     |
| Sous-total            | Sous-total            | Sous-total            | 32          | 6           | 6           | 6                     | 4                     | 4                     | 1          | 0          | 0          | -                              | 16                             | 5                              | 4                              | -                   | 8                   | 1                   | 0                   | 63    | 16    | 14    |
| Total sur la carrière | Total sur la carrière | Total sur la carrière | 89          | 13          | 10          | 12                    | 4                     | 5                     | 1          | 0          | 0          | -                              | 29                             | 6                              | 4                              | -                   | 8                   | 1                   | 0                   | 139   | 24    | 19    |

### En sélection nationale
| Saison                | Sélection             | Phases finales              | Phases finales | Phases finales | Phases finales | Éliminatoires | Éliminatoires | Éliminatoires | Ligue des nations | Ligue des nations | Ligue des nations | Matchs amicaux | Matchs amicaux | Matchs amicaux | Total | Total | Total |
| Saison                | Sélection             | Compétition                 | M              | B              | Pd             | M             | B             | Pd            | M                 | B                 | Pd                | M              | B              | Pd             | M     | B     | Pd    |
| --------------------- | --------------------- | --------------------------- | -------------- | -------------- | -------------- | ------------- | ------------- | ------------- | ----------------- | ----------------- | ----------------- | -------------- | -------------- | -------------- | ----- | ----- | ----- |
| 2024-2025             | France                | Ligue des nations 2024-2025 | 2              | 0              | 0              | -             | -             | -             | 1                 | 0                 | 0                 | -              | -              | -              | 3     | 0     | 0     |
| Total sur la carrière | Total sur la carrière | Total sur la carrière       | 2              | 0              | 0              | -             | -             | -             | 1                 | 0                 | 0                 | -              | -              | -              | 3     | 0     | 0     |

#### Liste des matchs internationaux
| Matchs internationaux de Désiré Doué | Matchs internationaux de Désiré Doué | Matchs internationaux de Désiré Doué | Matchs internationaux de Désiré Doué | Matchs internationaux de Désiré Doué | Matchs internationaux de Désiré Doué | Matchs internationaux de Désiré Doué                                 |
|                                      | Date                                 | Lieu                                 | Adversaire                           | Résultat                             | Compétition                          | Notes                                                                |
| ------------------------------------ | ------------------------------------ | ------------------------------------ | ------------------------------------ | ------------------------------------ | ------------------------------------ | -------------------------------------------------------------------- |
| 1.                                   | 23 mars 2025                         | Stade de France, Saint-Denis, France | Croatie                              | 2 - 0                                | Ligue des nations 2024-2025          | Entre en jeu à la place de Bradley Barcola à la 66e minute de jeu.   |
| 2.                                   | 5 juin 2025                          | MHPArena, Stuttgart, Allemagne       | Espagne                              | 5 - 4                                | Ligue des nations 2024-2025          | Titulaire et remplacé par Bradley Barcola à la 63e minute de jeu.    |
| 3.                                   | 8 juin 2025                          | MHPArena, Stuttgart, Allemagne       | Allemagne                            | 0 - 2                                | Ligue des nations 2024-2025          | Entre en jeu à la place de Randal Kolo Muani à la 69e minute de jeu. |

## Palmarès

### En club
Formé au Stade rennais FC, c'est avec le Paris Saint-Germain que Désiré Doué remporte le premier titre de sa carrière en soulevant le Trophée des champions 2024 avant d'être sacré champion de France et de remporter la Coupe de France et la Ligue des champions en fin de saison puis de s'incliner en finale de la Coupe du monde des clubs. Il remporte par la suite la Supercoupe d’Europe.  
| Paris Saint-Germain (5) |
| --- |
| - Ligue des champions (1) - Vainqueur : 2025. - Supercoupe de l'UEFA (1) : - Vainqueur : 2025 - Trophée des champions (1) - Vainqueur : 2024. - Championnat de France (1) - Champion : 2025. - Coupe de France (1) - Vainqueur : 2025. - Coupe du monde des clubs : - Finaliste en 2025 |

### En sélection nationale
Avec la sélection nationale, il remporte l'Euro des moins de 17 ans en 2022 et la médaille d'argent aux Jeux olympiques de 2024.
Avec l'équipe de France, il compte trois sélections et termine troisième de la Ligue des nations 2025.
| France -17 ans (1)                                     | France olympique                            | France                                  |
| ------------------------------------------------------ | ------------------------------------------- | --------------------------------------- |
| - Championnat d'Europe -17 ans (1) - Vainqueur : 2022. | Jeux olympiques - Médaille d'argent : 2024. | - Ligue des nations - Troisième : 2025. |

### Distinctions individuelles et décorations
- Pépite du mois de Ligue 1 en septembre 2022[50].
- Meilleur joueur du mois au Trophée UNFP en mars 2025.
- Trophées UNFP 2025 : meilleur espoir de Ligue 1[51]
- Chevalier de l'ordre national du Mérite (décret du 23 septembre 2024)[1]
- Homme du match de la finale de la Ligue des champions 2024-2025.
- Meilleur jeune joueur de Ligue des champions 2024-2025.
- Membre de l'équipe type de la Ligue des champions de l'UEFA 2024-2025[52].
- Meilleur jeune de la Coupe du monde des clubs 2025[53]